# Rebelión de los Condes

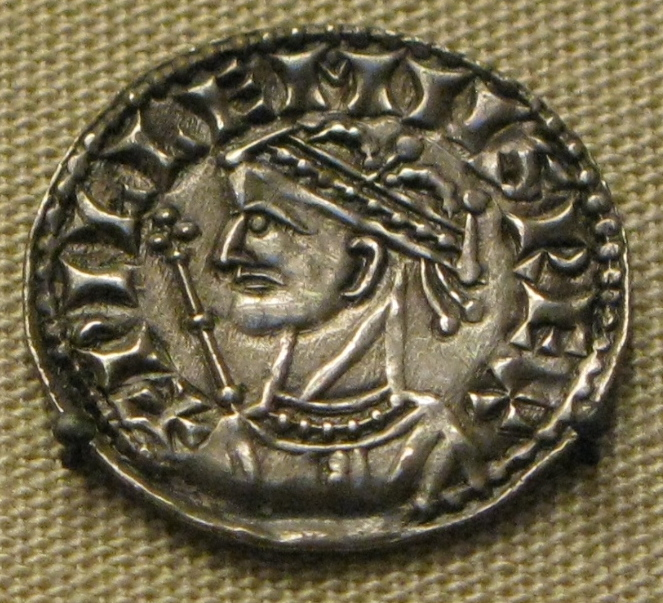
Moneda de plata de Guillermo el conquistador rey de Inglaterra.

La Rebelión de los Condes de 1075 fue una revuelta de tres condes contra Guillermo I de Inglaterra (el Conquistador). Fue la última resistencia seria contra Guillermo durante la invasión normanda. Edward Augustus Freeman considera que más que una rebelión fue una revuelta local que desembocó en un conflicto desproporcionado, protagonizado por dos de los siete condes normandos que ocupaban cargos de gobierno, incitados por motivos propios de los hombres de su rango y poco apoyo exterior al margen de sus vasallos y asistentes personales, con pocos daños que se limitaron a un saqueo a York y poco más.

## Causa
La revuelta estuvo causada por la negativa del rey (en su ausencia – llevaba en Normandía desde 1073) a sancionar el matrimonio entre Emma (hija de William Fitzosbern, I conde de Hereford y Adelissa de Tosny) y Raúl de Guader, conde de Anglia Oriental en 1075. Se casaron sin su permiso.
Entonces, en ausencia del rey Guillermo, Ralph, Roger de Breteuil, II conde de Hereford, y Waltheof, I conde de Northumberland comenzaron el levantamiento; pero estaba condenado al desastre.  Waltheof pronto se desmoralizó y confesó la conspiración a Lanfranc, Arzobispo de Canterbury, que instó al conde Roger a regresar a su lealtad, y finalmente le excomulgó, a él y a sus partidarios, y también a Guillermo, que estaba en Normandía.
Roger, que llevaba su fuerza al oeste para unirse a Ralph, fue contenido en el Río Severn por el fyrd de Worcestershire que el obispo inglés Wulfstan había preparado. Ralph mientras tanto encontró una fuerza muy superior liderada por los obispos guerreros Odón de Bayeux y Geoffrey de Montbray (que había ordenado que se cortara el pie derecho a todos los rebeldes) cerca de Cambridge y retrocedió apresuradamente a Norwich, perseguido de cerca por el ejército real. Dejando a Emma para que defendiera el castillo de Norwich, Ralph partió hacia Dinamarca en busca de ayuda. Regresó finalmente a Inglaterra con una flota de 200 barcos bajo Cnut y Hakon, pero no consiguieron nada significativo.
Entretanto, la Condesa resistió en Norwich hasta obtener acuerdos para ella y sus seguidores, que fueron privados de sus tierras, pero que tuvieron cuarenta días para abandonar el reino. La Condesa se retiró a sus tierras en Bretaña, donde se unió con su marido.

## Consecuencias
Guillermo privó a Ralph de todas sus tierras incluyendo su condado. Roger fue privado también de sus tierras y título, pero a diferencia de Ralph fue condenado a cadena perpetua. Fue liberado junto con otros presos políticos, pero decapitado después de la muerte de Guillermo en 1087. El 31 de mayo de 1076 Waltheof fue decapitado en St Giles'Hill, cerca de Winchester. Fue el único inglés en recibir tal castigo durante el reinado de Guillermo. Se dice que Waltheof fue un hombre de una inmensa fuerza física, pero de voluntad débil y poco fiable, aunque devoto y caritativo, por lo que fue considerado por los ingleses como un mártir. Se dice que sucedieron milagros en su tumba en Crowland en Lincolnshire.